# Храм Пудицитии Патрицианской
Храм Пудицитии Патрицианской (лат. Sacellum Pudicitiae Patriciae) ― ныне утраченное древнеримское культовое сооружение, располагавшееся на территории Бычьего форума возле храма Геркулеса. Было построено в честь богини Пудицитии, олицетворения женской скромности и целомудренности. 
Согласно древнеримскому историку Титу Ливию, Храм Пудицитии Патрицианской находился в противостоянии с Храмом Пудицитии Плебейской, расположенном на холме Квиринал. Храм Пудицитии Патрицианской был небольшим по размерам, имел свой алтарь и статую богини. 
Однако некоторые историки утверждают, что Ливий перепутал этот храм с Храмом Фортуны или даже выдумал его, чтобы представить патрицианский ответ на плебейский храм, основательница которого, Виргиния, была изгнана из патрицианского храма, сочетавшись браком с будущим консулом Луцием Волумнием Фламмом Виолентом; в патрицианский храм допускались только те женщины, которые выходили замуж лишь раз в своей жизни. Патрицианский храм также упоминается у Секста Помпея Феста.  
Ливий утверждает, что с течением времени культ Пудицитии пришёл в упадок и канул в лету из-за крайней открытости и развращённости римских женщин, которые всячески отвергали идею целомудрия. Вместе с тем Секст Помпей Фест, живший во II веке н.э., писал, что культ богини всё ещё был активен. Доподлинно неизвестно, использовалось ли святилище Пудицитии в IV и V веках, но оно точно должно было быть закрыто во время гонений на язычников в христианской Римской империи.  